# Divoká Francie
Divoká Francie (Wild France) je dokumentární cyklus televize BBC, poprvé odvysílaný v roce 2011. Ukazuje divočinu Francie od Atlantského oceánu, přes mokřiny až po hory. Cyklus patří do série BBC Wild (Divoká Afrika, Divoký Wales…). Česky je vysílán na televizní stanici Animal Planet.